# قلنسوي كوركاسي
قلنسوي كوركاسي (الاسم العلمي: Mycena kuurkacea) هو نوع من الفطريات يتبع جنس القلنسوي من الفصيلة القلنسوية.